# Шатенкур
Шатенкур (фр. Châtaincourt) насеље је и општина у централној Француској у региону Центар (регион), у департману Ер и Лоар која припада префектури Дре.
По подацима из 2011. године у општини је живело 241 становника, а густина насељености је износила 16,26 становника/km². Општина се простире на површини од 14,82 km². Налази се на средњој надморској висини од 160 метара (максималној 176 m, а минималној 139 m).

## Демографија
| 1962. | 1968. | 1975. | 1982. | 1990. | 1999. | 2011. |
| ----- | ----- | ----- | ----- | ----- | ----- | ----- |
| 139   | 169   | 143   | 190   | 237   | 262   | 241   |

График промене броја становника у току последњих година